# Getty Domein
Getty Domein Mpanzu, född 10 oktober 1977, är en svensk sångare född i Zaire. Han kom till Sverige, där hans pappa bodde, när han var åtta år gammal. Strax därefter dog hans mamma i en trafikolycka, och några år senare dog hans pappa i AIDS. Hans morfar är före detta Kongo-presidenten Joseph Kasavubu. År 2000 arbetade han som körsångare i bland annat gruppen Zifa, som detta år uppträdde på Nobelfesten. Domein har släppt en musiksingel vid namn "Bolingo". Getty Domein deltog i Melodifestivalen 2010 med låten "Yeba", som handlade om hans son Pascal, och som framfördes på det afrikanska språket Lingala. I semifinalen hamnade Domein på en sjätteplats.